# Овсепян, Агван Гарникович
Агва́н Гарни́кович Овсепя́н (арм. Աղվան Գառնիկի Հովսեփյան; 7 января 1953, Ереван) — генеральный прокурор Республики Армения c 17 марта 2004 года по 2013 год. Заслуженный юрист Республики Армения (2003).

## Биография
- 1969—1974 — юридический факультет Ереванского государственного университета.
- 1974—1978 — следователь в прокуратуре Сегежского района (Карельская АССР).
- 1978—1986 — работал старшим следователем, помощником прокурора, затем начальником следственного отдела в прокуратуре НКАО.
- 1986—1989 — следователь в прокуратуре Артикского района.
- 1989—1998 — следователь по особо важным делам при генеральном прокуроре Армении.
- 1991—1995 — был депутатом Верховного совета Армянской ССР.
- С апреля 1998 — начальник следственной части генеральной прокуроры Армении.
- 1998—1999 — генеральный прокурор Армении.
- 1999—2004 — являлся заместителем генерального прокурора Армении. Член совета правосудия Армении.
- Указом президента от 17 марта 2004 года вновь назначен генеральным прокурором Армении и проработал до 2013 года.
- 1999 — защитил диссертацию, посвященную проблемам прокурорского надзора, и получил ученую степень кандидата юридических наук.
- 2005 — за защиту диссертации на тему «прокурорская деятельность и проблемы борьбы с хулиганством» ему присуждена научная степень доктора юридических наук. Автор множества монографий, научных трудов и статей.
- 1999 — указом президента Армении присвоен классный чин государственного советника юстиции, а в 2003 — почётное звание заслуженного юриста.
- 2014—2018 — председатель Следственного комитета Армении.

Является членом ряда международных научных учреждений и академий.

## Награды
- Медаль «За заслуги перед Отечеством» 1-й степени (29 декабря 2006 года).
- Медаль Мхитара Гоша (28 декабря 2015 года) — за значительный вклад в укрепление законности и правопорядка[1]
- Орден Почёта (14 апреля 2012 года, Россия) — за большой вклад в развитие российско-армянского сотрудничества в сфере укрепления законности и правопорядка[2][3].
- Заслуженный юрист Республики Армения (1 июля 2003 года) — в связи с Днём работников прокуратуры и за весомый вклад в укрепление законности и правопорядка[4].
- Удостоен также множества других государственных, правительственных, международных и ведомственных наград.